# Yurei Hanjo-ki
Yurei Hanjo-ki  è un film del 1964 diretto da Kōzō Saeki. La pellicola, girata in bianco e nero, non è mai stata distribuita in Italia.